# Powiat Siófok
Powiat Siófok (węg. Siófoki járás) – jeden z jedenastu powiatów komitatu Somogy na Węgrzech. Jego powierzchnia wynosi 373,19 km². W 2007 liczył 38 042 mieszkańców (gęstość zaludnienia 102 os./1 km²). Siedzibą władz jest miasto Siófok.

## Miejscowości powiatu Siófok
- Ádánd
- Balatonendréd
- Balatonszabadi
- Nagyberény
- Nyim
- Ságvár
- Siófok
- Siójut
- Som
- Zamárdi